# Josep Maria Codina
Josep Maria Codina i Filbà, o simplemente Josep M. Codina (Mataró, 1958), es un pintor español.

## Biografía
Formato en el ámbito académico, primero en la Escuela de Artes Aplicadas Paz Gargallo de Badalona y después en la Facultad de Bellas Artes de Barcelona, inició su trayectoria artística marcada por la maestría de los artistas matarenses Arenas y Novellas. Hizo su primera exposición individual en Mataró (Barcelona) en 1985, localidad en la que vive y ejerce la docencia en la Escola Pia Santa Anna.

## Exposiciones individuales
- 2011 Cal Talaveró. Verdú. Lérida.[5]
- 2011 Museo Arxiu. Llavaneres. Barcelona.[6]
- 2010 Àmbit Galeria d'Art. Barcelona
- 2008 Ateneo Caixa Laietana. Mataró.[7]
- 2007 Giart. Galeria d'art. Gerona.
- 2007 Ca la Pruna. Pals. Gerona.
- 2007 Palacio Aramburu. Tolosa.
- 2007 Cal Talaveró. Verdú, Lérida.
- 2005 Àmbit Galeria d'Art. Barcelona.
- 2005 Fundación Vila Casas de Torroella de Montgrí.
- 2005 Museo Monjo de Vilassar de Mar.
- 2004 Fundació “la Caixa”. Tarragona.
- 2004 Museu d'Art Modern de Tarragona.
- 1998 …in extremis. Sales d'exposicions Can Palauet. Mataró.
- 1998 Centre Cultural Torre Vella. Salou.
- 1995 Galeria Palma XII. Vilafranca del Penedès.
- 1993 Galeria Artsenal. Sant Cugat del Vallès.
- 1991 Galeria Ionit. Sant Cugat del Vallès.
- 1990 Galeria Aixernador. Argentona.
- 1990 Galeria Velázquez. Valladolid.
- 1987 Sala Fons d'Art de l'Empordà. La Bisbal.
- 1986 Galeria Llevant. Llafranc.
- 1985 Sala de exposiciones Caixa Laietana. Mataró.

## Premios y reconocimientos
- 2005 - Primer premio en el Concurso Guastavino de pintura. Vilassar de Mar[8]
- 2002 - Realización del cartel de "Les Santes". Mataró.[9]
- 2001 - Primero premio Concurso Guastavino de pintura. Vilassar de Mar.
- 1996 - Primer premio de la Firart. Vilafranca del Penedès.
- 1996 - Primer premio de la Competition Graphique pour l'EURO. Bruselas.